# Prowincja Yamato

Prowincja Yamato

Gokishichidō, podział na okręgi i prowincje

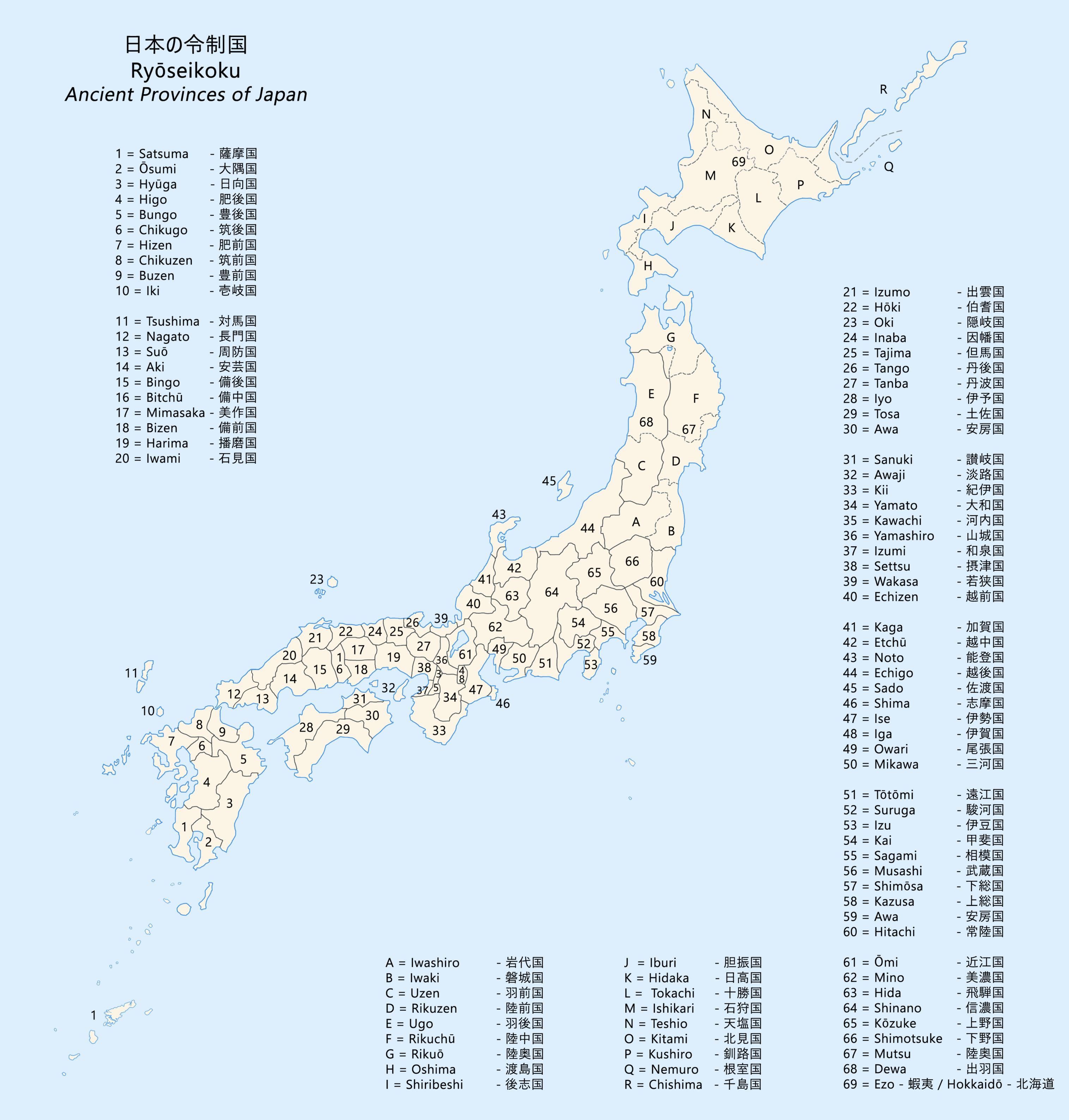
Dawny podział Japonii na prowincje

| Kinai    | Tōkaidō  | Tōsandō  | Hokurikudō |
| San’indō | San’yōdō | Nankaidō | Saikaidō   |

Prowincja Yamato (jap. 大和国 Yamato-no-kuni) – jedna z prowincji (ryōsei-koku) utworzonych w Japonii w ramach systemu ritsuryō opartego na konfucjanizmie i chińskim legalizmie. 

## Historia
Znajdowała się w regionie Kinai jako jedna z pięciu prowincji stołecznych: Yamato, Yamashiro, Kawachi, Settsu, Izumi, otaczających starożytne stolice Nara i Kioto. Jej terytorium obejmowało dzisiejszą prefekturę Nara. Prowincja nazywała się również Washū.
Jako jednostka administracyjna Yamato powstała w VI wieku. Wcześniej w III-IV wieku istniało na tym terenie państwo, które rozszerzyło swoją władzę na większość archipelagu.
Yamato i cały system prowincji został zniesiony w 1871 roku w wyniku reformy administracyjnej i utworzenia prefektur.

## Nazwa Yamato
Nazwa Yamato ma wiele znaczeń: 
- prastara nazwa terenów położonych w pobliżu dzisiejszych miast: Tenri i Sakurai[1];
- nazwa historycznej formacji państwowej, która powstała w regionie Yamato w III i IV wieku;
- nazwa krainy (prowincji), w której znajdowała się stolica Heijō-kyō i jej poprzedniczki;
- pierwotna nazwa południowo-wschodniej niziny Nara; wskutek dokonywanych podbojów nazwa obejmowała stopniowo coraz większe tereny, aż w końcu rozciągała się od południowej części regionu Tōhoku do terytoriów i wysp na południe od Kiusiu (Kyūshū);
- okres w historii obejmujący lata 250–710, kiedy cesarz władał krajem z Yamato (ob. prefektura Nara). Okres Yamato dzieli się na okresy: Kofun (250–538) i Asuka (538–710)[2][3];
- dawna nazwa Japonii[1].

## Galeria

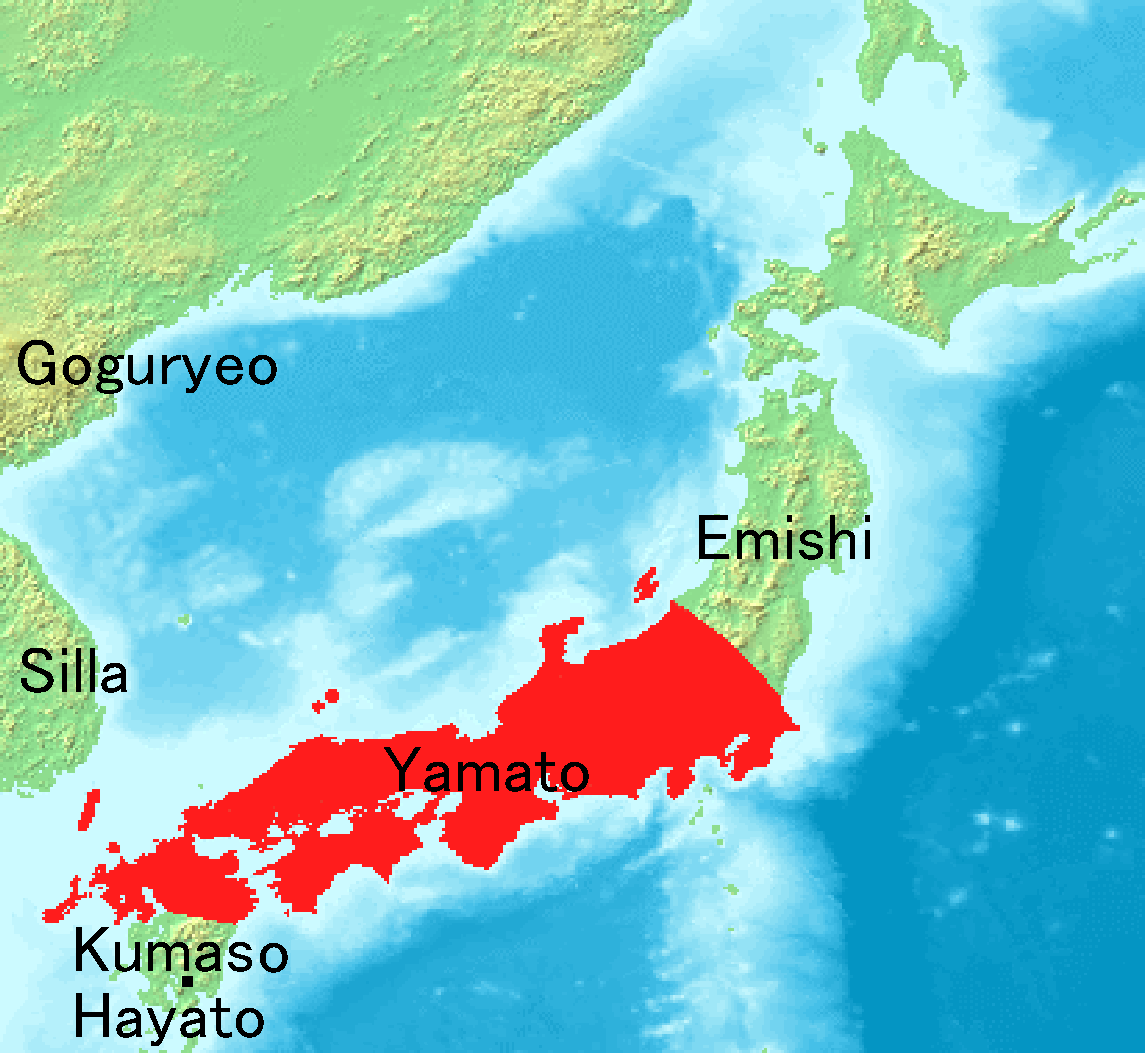
Yamato w VII wieku
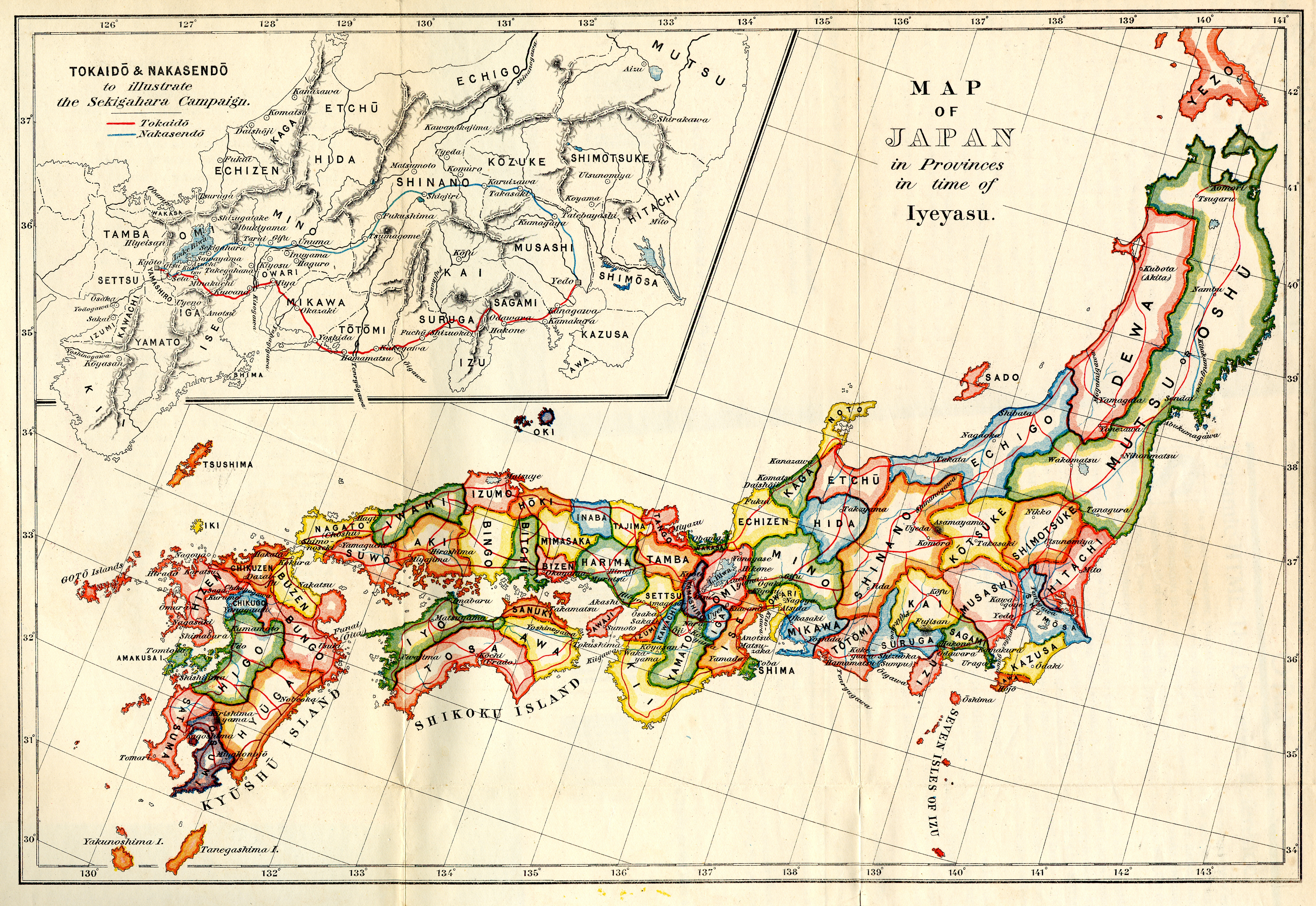
Prowincje w czasach Ieyasu Tokugawy, pocz. XVII w.